# Vegetationskunde
Die Vegetationskunde ist ein Teil der Geobotanik. Je nach Fragestellung werden bestimmte Arbeitsrichtungen angewandt (Gliederung nach Frey u. Lösch).

## Floristisch-systematische Vegetationskunde – Pflanzensoziologie
Die in Mitteleuropa verbreitete pflanzensoziologische Methode nach Josias Braun-Blanquet geht davon aus, dass Pflanzen in ihrem Vorkommen nicht einzeln oder isoliert leben. Sie sind in der Regel mit anderen Arten vergesellschaftet. Bei dieser Methode wird zunächst ein bestimmter Pflanzenbestand, bei der die Pflanzen "quasi-homogen" verteilt sind, erfasst, indem die Pflanzenarten notiert werden und ihre Deckung oder Mächtigkeit auf der Fläche geschätzt wird. Zudem wird geschätzt, wie bestimmte Arten auf der Fläche verteilt sind, ob sie regelmäßig verstreut sind, gehäuft oder einzeln auftreten. Anschließend werden die verschiedenen "Aufnahmen" in Tabellen nach der Ähnlichkeit der erfassten Parameter nebeneinander gestellt. Mehrere ähnliche Bestände können zu pflanzensoziologischen Einheiten zusammengefasst und mit solchen aus anderen Gebieten verglichen werden.
Während des 20. Jahrhunderts wurde auf diese Weise ein hierarchisches System geschaffen, bei denen die Assoziation die Grundeinheit bildet. Mehrere Assoziationen werden in Verbände, diese in Ordnungen und diese wiederum in Klassen von Syntaxa (analog den Taxa im natürlichen System der Organismen) zusammengefasst (vgl. z. B. Waldgesellschaften Mitteleuropas).

## Physiognomische Vegetationsgliederung
Bei der physiognomisch-ökologischen und ökologisch-standörtlichen Vegetationsgliederung werden vor allem die Gestalttypen oder Wuchsformen sowie die Lebensformen der in einem bestimmten Bestand (dominierenden) Arten berücksichtigt. Die hier betrachtete Grundeinheit ist die Formation, ein Begriff, der von August Grisebach bereits 1838 geprägt wurde. Formationen werden ebenfalls in einem hierarchischen System zusammengefasst, an drei Beispielen soll dies verdeutlicht werden:
| Formationsklasse      | Gebüsche                                                       | Krautige Landpflanzengemeinschaften | Wasserpflanzen-Formationen |
| Formationsunterklasse | Xeromorphe Gebüschformationen                                  | Krautfluren                         | Röhrichte                  |
| Formationsgruppe      | Sehr offene xeromorphe Gebüschformationen (Halbwüstengebüsche) | Staudenfluren                       | Süßwasser-Seeröhrichte     |
| Formation             | -                                                              | Adlerfarn-Dickicht                  | -                          |

## Vegetationskartierung
Um die Vegetation in einem Gebiet zu beschreiben, eignen sich Karten. Dabei werden für den Maßstab jeweils geeignete definierte Vegetationseinheiten erfasst und in den Karten (pflanzensoziologische oder Gesellschaftskarten, Formationskarten, Biotoptypenkarten, forstliche Standortkarten u. a.) dargestellt.
Zur Kategorisierung der Vegetation gibt es verschiedene Methoden. Eine alt hergebrachte Methode ist die der Ökologischen Reihe.

## Erforschung von Zeigerwerten und ökologischer Artengruppen
Bestimmte Pflanzen werden schon seit Urzeiten als "Zeiger" für bestimmte Standortsverhältnisse verwendet (Kalkzeiger, Nässezeiger...). Nach dem von Ellenberg eingeführten System wird das ökologische Verhalten einer bestimmten Pflanzenart durch einen Zeigerwert in 9 bis 12 Stufen beschrieben.
Vor allem bei der forstlichen Standortkartierung werden Bestände nach dem Vorkommen von mehreren bestimmten Arten (Artengruppen), die auch für Nichtspezialisten gut erkennbar sind, beschrieben.

## Vegetationsdynamik
Unter dem Begriff Vegetationsdynamik werden alle qualitativen und quantitativen Veränderungen in Pflanzenbeständen im Zeitverlauf zusammengefasst: der phänologische Wechsel (Jahresrhythmik), Vegetationsschwankungen innerhalb mehrerer Jahre (etwa durch klimatische Änderungen), zyklische Bestandsveränderungen etwa durch Schädlingskalamitäten oder Sukzession (Abfolge von Pflanzengesellschaften in mehr oder weniger langen Zeiträumen durch Ausbreitung einer Art).

## Wissenschaftliche Vertreter
- Erwin Aichinger
- Stjepan Bertović
- Hans Jürgen Böhmer
- Josias Braun-Blanquet
- Heinrich Brockmann-Jerosch
- Aimo Kaarlo Cajander
- Roland Carbiener
- Hartmut Dierschke
- Klaus Dierßen
- Heinz Ellenberg
- Charles Flahault
- Wolfgang Frey
- Franz Fukarek
- Konrad Gauckler
- Georg Grabherr
- Ivo Horvat
- Ragnar Hult
- Erich Hübl
- Emil Issler
- Karl Heinrich Hülbusch
- Rüdiger Knapp
- Walo Koch
- Werner Lüdi
- Wilhelm Lohmeyer
- Władysław Matuszkiewicz
- Akira Miyawaki
- Roger Molinier
- Max Moor
- Gerd K. Müller
- Theo Müller
- Wolfgang Müller-Stoll
- Robert Neuhäusl
- Albert Noirfalise
- Erich Oberdorfer
- Harro Passarge
- Georg Philippi
- Hampus von Post
- Richard Pott
- Albert Reif
- Gustaf Einar Du Rietz
- Otto Schmeil
- Alexis Scamoni
- Mathias Schwickerath
- Paul Seibert
- Rutger Sernander
- Rudolf Siegrist
- Angelika Schwabe-Kratochwil
- Reinhold Tüxen
- Heinrich E. Weber
- Gustav Wendelberger
- Otti Wilmanns
- Rüdiger Wittig
- Maks Wraber